# Tomáš Lešňovský
Tomáš Lešňovský (* 7. října 1993, Námestovo, Slovensko) je slovenský fotbalový brankář, hráč MFK Ružomberok.

## Klubová kariéra
Svoji fotbalovou kariéru začal v MŠK Námestovo. Od dorostu působí v MFK Ružomberok, kde se v roce 2012 dostal do prvního týmu. V podzimní části sezóny 2013/14 Corgoň ligy dělal brankářskou dvojku v Ružomberku za Srbem Miloradem Nikolićem. V prosinci 2013 byl na týdenních testech v polském klubu Wisła Kraków a v lednu 2014 v jiném polském celku Ruch Chorzów.